# Râu Sadului
Râu Sadului là một xã thuộc hạt Sibiu, România. Dân số thời điểm năm 2002 là 640 người.